# Denise Rutkowski
Denise Rutkowski (Reading, Pensilvania; 1962) es una culturista profesional estadounidense.

## Carrera
Su carrera profesional en el culturismo fue breve y terminó poco después de quedar segunda en el concurso Ms. Olympia de 1993.Su repentina retirada conmocionó al mundo del deporte, ya que se la consideraba una fácil aspirante al Olimpia de 1994.

### Historial competitivo
- 1988 - NPC South Texas – 1º puesto(MW)
- 1988 - NPC Spring City Classic – 1º puesto(HW)
- 1990 - NPC Steel Rose – 1º puesto
- 1990 - World Gym Classic – 1º puesto
- 1991 - NPC Orange County Muscle Classic – 1º puesto(HW & overall)
- 1991 - NPC California State Championships – 1º puesto(HW & overall)
- 1992 - NPC Nationals — 3º puesto
- 1993 - NPC USA Championships – 1º puesto(HW & overall)
- 1993 - IFBB Jan Tana Classic – 1º puesto
- 1993 - IFBB Ms. Olympia — 2º puesto[1][3]

## Vida personal
Durante su carrera como culturista llegó a San Diego (California) en 1989 procedente de Texas y vivió en Mission Beach mientras entrenaba en Gold's Gym Pacific Beach. Vivió en San Diego hasta 1991, cuando ganó el Orange County Muscle Classic y los Campeonatos del Estado de California, y a partir de entonces se trasladó al distrito angelino de Venice para entrenar en el Gold's Gym de Venice Beach, y se interesó por mejorar la calidad de vida de los niños desfavorecidos del barrio. Pasó tiempo viajando con jóvenes de Venice, a espectáculos de la WWF, Disneylandia y eventos deportivos.
En 1994, regresó a Fort Worth (Texas), e ingresó en el Calvary Cathedral International Bible College durante dos años. En 1996, Rutkowski iba por todo el país difundiendo la palabra de Dios en varios avivamientos religiosos. En 2001, Rutkowski volvió a entrenar y recuperó una mejor condición física.
En 1994, tuvo una breve aparición en el programa Dream On, en el episodio "Blinded by the Cheese".